# Harry Maslin
Harry Maslin est un producteur de musique et ingénieur du son américain. Il a notamment travaillé avec David Bowie, les Bay City Rollers et Air Supply.

## Biographie
Harry Maslin est originaire de Philadelphie. Il commence sa carrière comme ingénieur du son aux Regent Sound Studios de New York, puis au studio The Hit Factory, travaillant pour des artistes comme Dionne Warwick, James Taylor ou Carly Simon. En janvier 1975, il participe à la production de l'album Young Americans de David Bowie, supervisant l'enregistrement des chansons Fame et Across the Universe, pour lesquelles Bowie est rejoint dans le studio par John Lennon. Bowie fait à nouveau appel à Maslin pour produire son album suivant, Station to Station, enregistré à Los Angeles à l'automne 1975.
Installé en Californie, Maslin travaille dans les années qui suivent avec des artistes plus commerciaux que Bowie, comme les Bay City Rollers ou surtout le groupe de soft rock australien Air Supply. Entre 1980 et 1982, sept de leurs singles se classent dans le Top 5 des ventes aux États-Unis, dont le no 1 The One That You Love (en) en 1981.
En 1983, Maslin ouvre son propre studio à Hollywood, Image Recording Studios. Il se consacre dès lors davantage à la gestion et au conseil qu'à la production. À l'occasion de la réédition de luxe de Station to Station, sortie en 2010, il assure la production de nouveaux mixages de l'album en stéréo et 5.1, ainsi que celle du Live Nassau Coliseum '76.

## Discographie

### Singles à succès
- 1975 : Fame de David Bowie (no 1 aux États-Unis)
- 1975 : Golden Years de David Bowie (no 10)
- 1977 : You Made Me Believe in Magic des Bay City Rollers (no 10)
- 1978 : Don't Cry Out Loud de Melissa Manchester (en) (no 10)
- 1980 : Every Woman in the World d'Air Supply (no 5)
- 1981 : The One That You Love (en) d'Air Supply (no 1)
- 1981 : Here I Am d'Air Supply (no 5)
- 1982 : Sweet Dreams d'Air Supply (no 5)
- 1982 : Even the Nights Are Better d'Air Supply (no 5)

### Albums
- 1975 : Young Americans de David Bowie
- 1976 : Station to Station de David Bowie
- 1977 : It's a Game des Bay City Rollers
- 1978 : Strangers in the Wind des Bay City Rollers
- 1978 : Don't Cry Out Loud de Melissa Manchester (en)
- 1980 : Lost in Love d'Air Supply
- 1980 : Tonight You're Mine d'Eric Carmen
- 1981 : The One That You Love d'Air Supply
- 1982 : Now and Forever d'Air Supply